# Бернард Меретин
Берна́рд Мерети́н (нім. Bernard Merettiner, кінець XVII століття — 3 або 4 січня 1759) — архітектор епохи пізнього бароко та рококо німецького походження. Працював на західноукраїнських землях, які у XVIII столітті входили до складу Польщі.

## Біографія

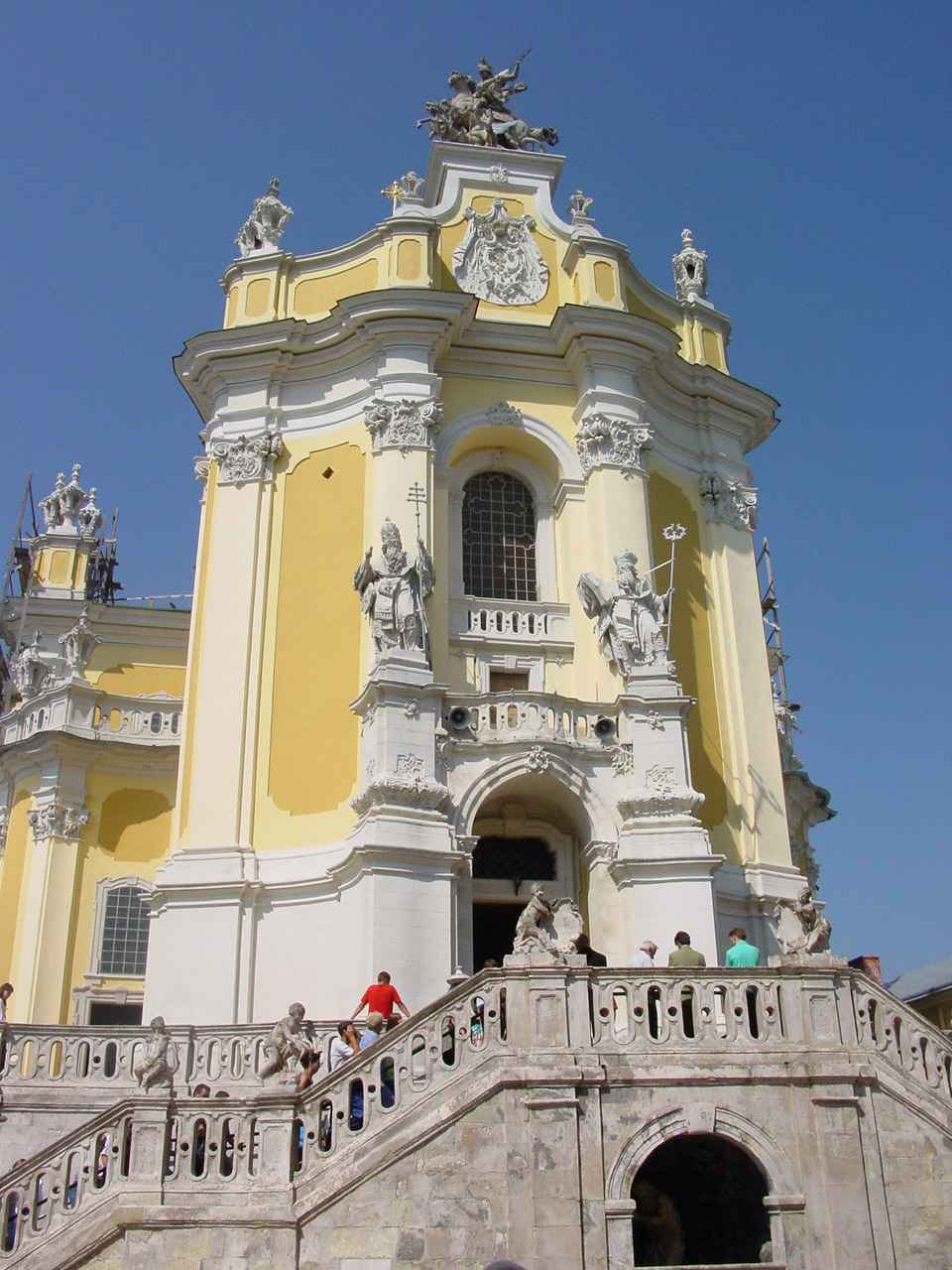
Собор святого Юра у Львові

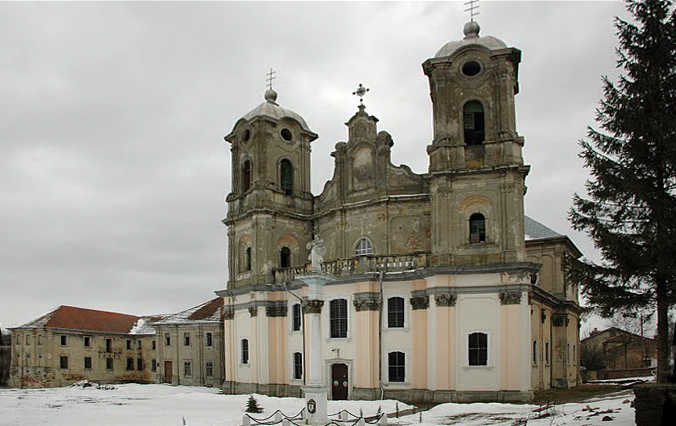
Костел Непорочного Зачаття Діви Марії у Городенці

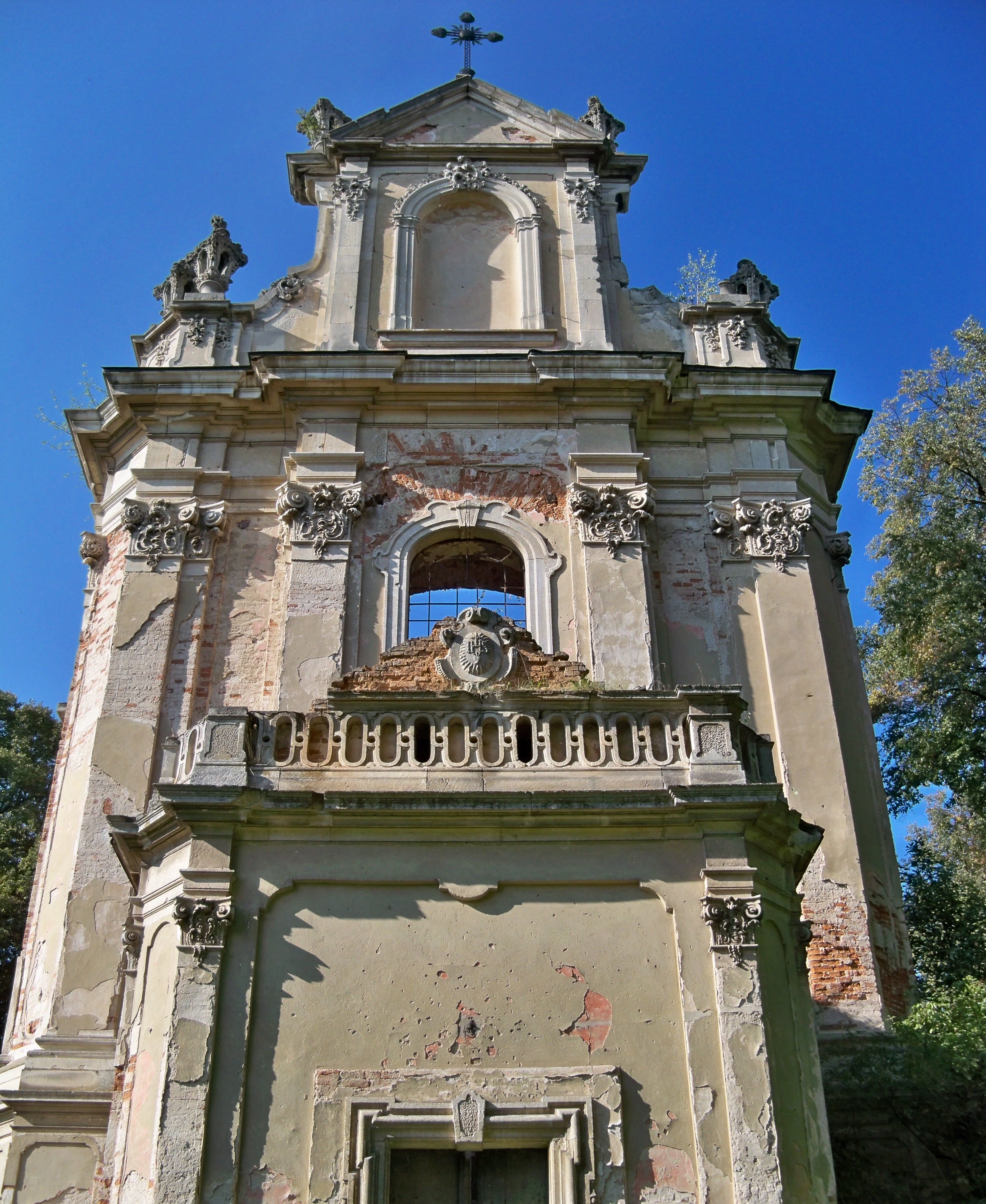
Костел усіх святих у селі Годовиця

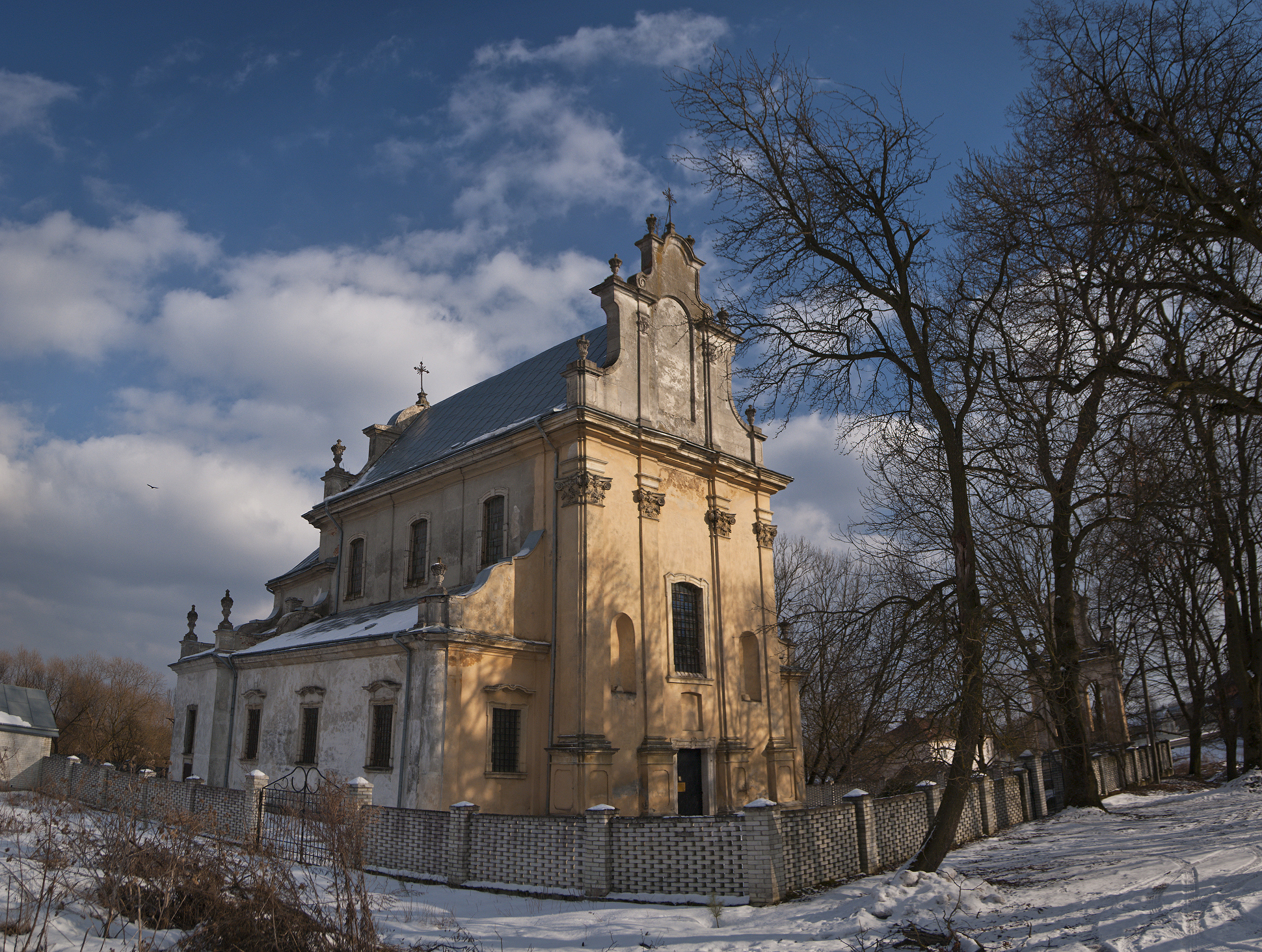
Костел у Наварії

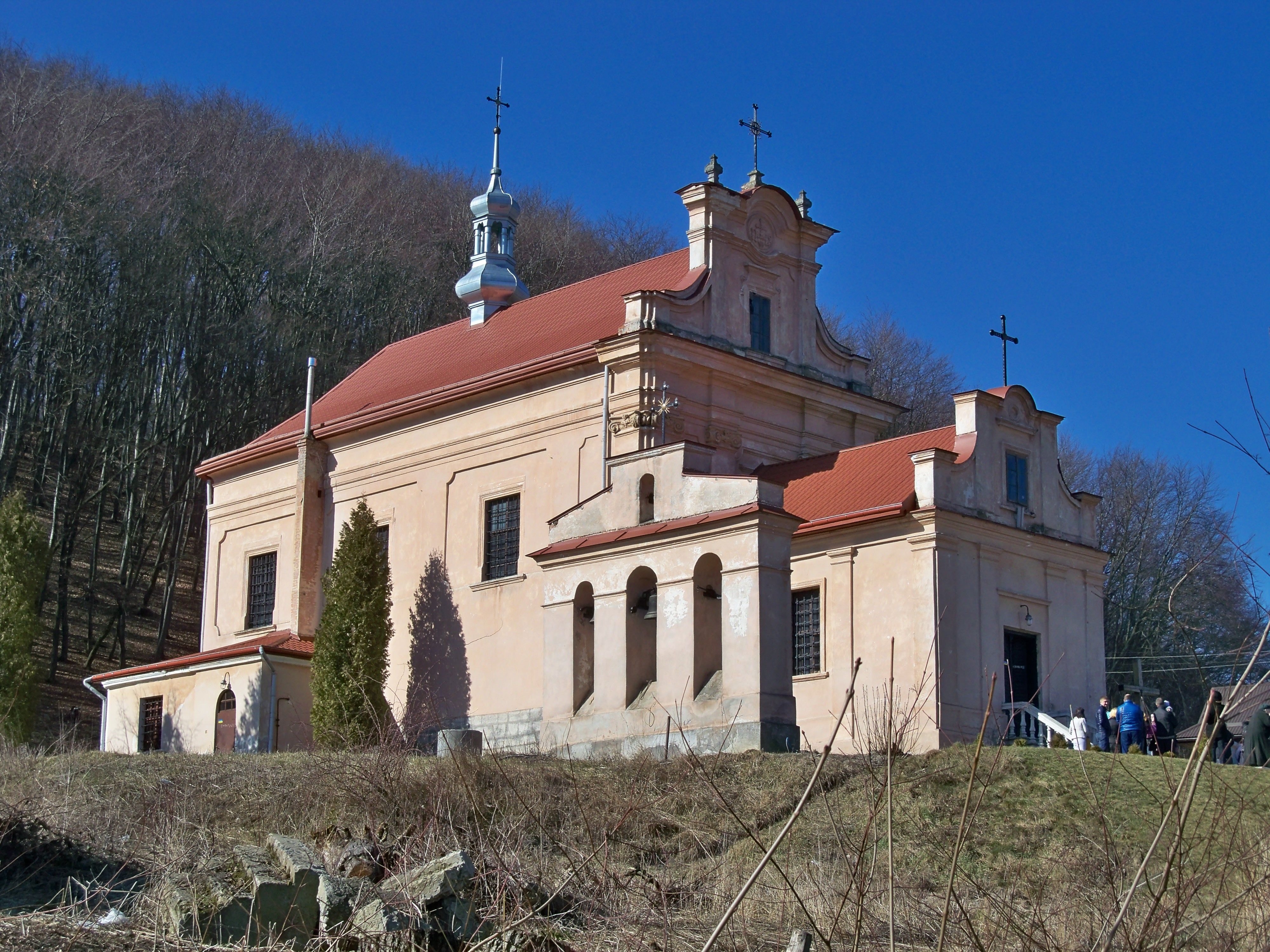
Костел у Винниках

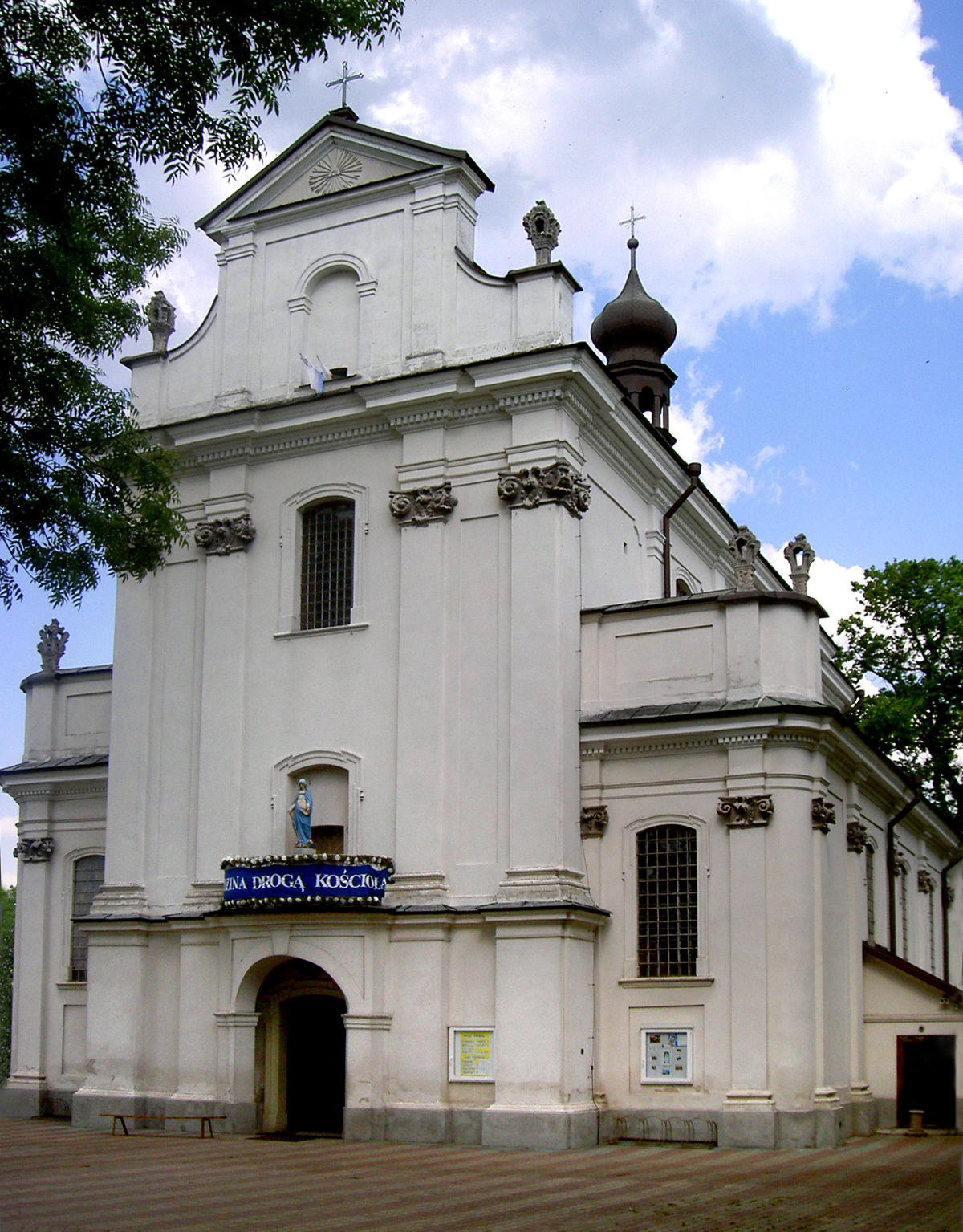
Костел Преображення Господнього в Тарногруді

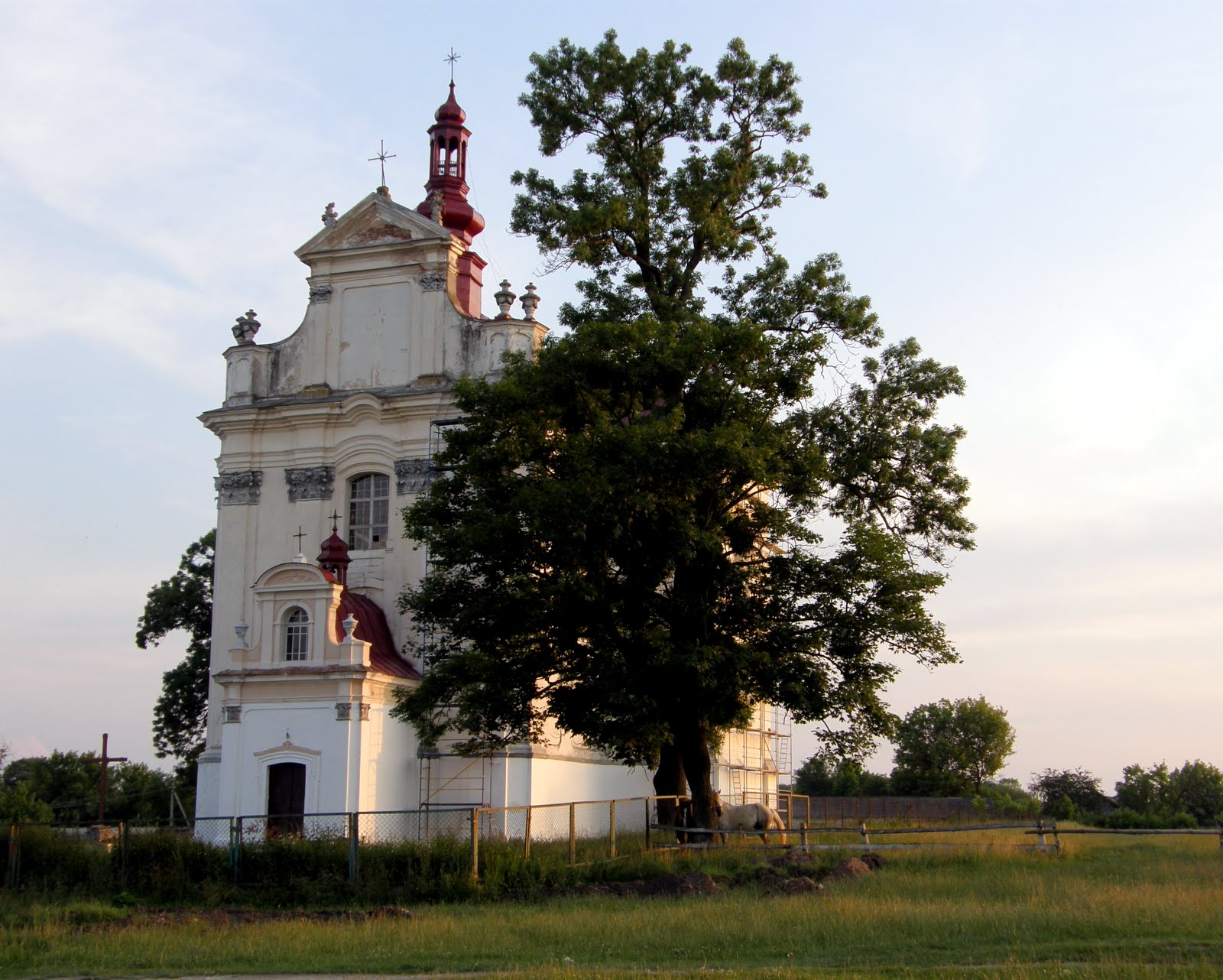
Костел Непорочного зачаття Діви Марії в Лопатині

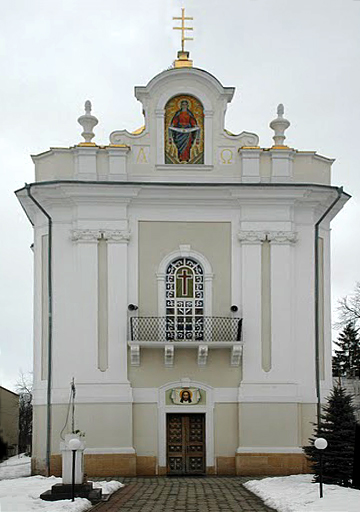
Церква Успіння Діви Марії в Городенці

Станіслав Лоза (Stanisław Łoza) у довіднику «Architekci i budowniczowie w Polsce» (1954) назвав такі варіанти прізвища архітектора: Meretyn, Meredyn, Meredyna, Meredinia, Meredyni, Meretynier, Merettini, Merettinus, Merderer, Mäderer, Meretiner, Merettiner. Тадеуш Маньковський уважав, що Бернард Меретин мав німецьке походження. Його думку поділяв львівський дослідник Володимир Вуйцик. Також він, провівши аналіз усіх варіантів написання прізвища Меретина в міських актових книгах, віднайшов, зокрема такі: Meretynier Bernat architectus, Meretync, Meredyn, Merettyn, Mirydyn, Mertynier, Merderer, Bernadt architecto, Bernat, Bennard, Merettini, Meretyn. Попри те, що в писемних джерелах і літературі прийнявся саме останній, спольщений варіант, Вуйцик вважав, що справжнім прізвищем архітектора було Merettiner. Так архітектор неодноразово підписувався особисто. Зіставляючи це зі свідченнями сучасників, які між іншим називали його німцем, Вуйцик зробив однозначний висновок, що німець — справжня національність Меретина.
Біографічні відомості про Бернарда Меретина до моменту появи на західноукраїнських землях відсутні. Близько 1738 року з'явився у Львові, де оселився та працював архітектором. Створив спілку з архітектором Мартином Урбаніком, що прибув із Замостя. Меретин, як і Урбанік, ніколи не належав до львівського цеху будівничих, через що перебував із місцевими архітекторами в постійному конфлікті. Відомо про кілька судових позовів проти обидвох архітекторів, в яких перелічують будови, які вони вели без дозволу цеху, часто відбираючи їх в цехових майстрів уже у процесі будівництва. Для захисту в цих справах Меретин активно користувався протекцією своїх впливових замовників. Матеріали цих позовів нині дозволили встановити авторство Меретина в багатьох львівських спорудах. Попри конфлікти з львівським цехом Меретин активно задіював у роботах за межами Львова львівських будівничих. Серед них практикантом на будівництві в Городенці був Петро Полейовський — у майбутньому відомий архітектор.
На початках протектором Меретина був міський райця, доктор медицини Карло Ґарані, чий палац і кам'яницю у Львові (за Галицькою брамою, близько 1756 року, нині палац Бесядецьких) він перебудовував. Потім виконував невеликі роботи в резиденції Марії Софії Чорторийської зі Сенявських, у середньовічньому храмі святого Юра перед його розбиранням у 1743 році. У цей час отримав перше велике замовлення — перебудову парафіяльного костелу в Наварії на новий тринавний храм з бароковим фасадом коштом хорунжого і судді перемиського Марціна Вєнявского. Другою схожою роботою була перебудова овальної каплиці та прилеглої частини кляштору кармелітанок черевичкових у Львові, розпочата 1743 року.
Надалі головним замовником і патроном майстра став магнат і меценат Микола Василь Потоцький, який проводив значні будівельні роботи у своїх маєтностях (особливо Городенці та Бучачі). Велику роль у спорудах Меретина відігравала скульптура. У тих же проєктах М. В. Потоцького був задіяний видатний скульптор епохи рококо Йоганн Георг Пінзель. Першого з двох своїх синів, що народився 1752 року, Пінзель на честь хрещеного батька Б. Меретина також назвав Бернардом.
Є дані про те, що 1742 року архітектор проживав при монастирі кармеліток взутих, перебудовуючи монастирський костел. 1757 року поселився в кам'яниці Генсьоровській (№ 9 на вулиці Театральній).
Після смерті в 1746 році фундатора собору святого Юра Атанасія Шептицького, який записав для виконання робіт 116 800 польських злотих, настала кількарічна перерва, яка закінчилася з призначенням Льва Шептицького: 31 березня 1750 року відновлено контракт з Меретином. 14 лютого 1754 року Л. Шептицький підписав новий контракт з Меретином для справи закінчення «фабрики» митрополичої церкви, за яким за 9 років мав сплатити архітектору 162 000 польських злотих, підтверджений у міському суді 26 лютого 1756 року. Останню фазу робіт гостро критикував французький архітектор П'єр Ріко де Тіррегайль. Зачеплений за живе як провідний львівський архітектор, 3 листопада 1756 року Меретин вніс до міських актів протестацію, в якій відкидав несправедливу критику, попереджав про початок судового процесу. Епілог цієї справи, яка ледь не примусила Л. Шептицького 14 листопада 1754 року розірвати контракт, невідомий. Мусіла вона дуже негативно вплинути на здоров'я Меретина.
Помер у Львові 3 або 4 січня 1759 року, залишивши по собі сина Йосифа і доньку Франциску, на той момент вже одружену з Войцехом Баліцьким. Вдова Анна Меретинова (за іншими даними Катерина) стала дружиною Войцєха Шатковского. Протягом кількох років кредитори добивались сплати боргів архітектора від його родичів. Син і зять Б. Меретина за борги перебували в тюрмі в 1761 році, магнат-замовник М. В. Потоцький звертався до львівського магістрату стосовно вирішення їхньої справи. У спадковому інвентарі записано 19 великих «образів», 5 менших, килим, перська оббивка, коляска. Мав депозит, який зберігав у черниць-кармелітанок черевичкових, що на момент смерті становив 302 дукати, 1679 тинфів, багато клейнотів.
Цілий ряд храмів за проєктами Меретина збудували після його смерті.

## Творча спадщина
Споруди Меретина виконані в стилі пізнього бароко та рококо з елементами класицизму, пристосованому до українських традицій. Показовим для еволюції стилю майстра є Городенківський костел, в котрому архітектор застосував ряд прийомів, розвинутих надалі у головному своєму творінні — соборі святого Юра.
Польський дослідник Ян Островський вважає його разом з Яном де Вітте найвідомішими архітекторами, які працювали «у Русі́» в середині XVIII ст., а на їхній творчості відчутний вплив австрійсько-чеської школи Збіґнєв Горнунґ вбачав у типології храмів Меретина зв'язок з австро-німецькими бароковими храмами.

### Сакральні споруди
- Собор святого Юра у Львові — найбільше досягнення майстра. Рококовий ансамбль світового мистецького рівня, належить до найкращих зразків рококо в Україні, Європі. Будували в період з 1745 по 1770 роки. Угоду з Меретином уклали 26 червня 1745, за якою щомісячна оплата становила 40 червоних злотих[4]
- Перебудова монастиря місіонерів при колишній вірменській церкві Святого Хреста у Львові (1744, нині вулиця Замарстинівська, 9).
- Перебудова костелу і монастиря сакраменток у Львові (провадив роботи 1744 року).
- На замовлення М. В. Потоцького керував закладенням фундаментів василіянського монастиря в Бучачі (1751).
- Два храми в Городенці: костел Непорочного Зачаття Діви Марії (найбільший за розмірами твір Меретина,[8] 1745–1760) і церква Успіння Діви Марії (1763—1764).
- Перебудова парафіяльного костелу в селі Наварія під Львовом (1740–1748).
- Реконструкція після пожежі 1748 року костелу тринітарського монастиря, що на вулиці Краківській у Львові[9].
- Костел усіх святих, Годовиця (1758).
- Перебудова костелу монастиря кармеліток взутих у Львові протягом 1743–1759 років. Колишній монастир знаходиться на вулиці Стефаника, 2. Нинішній вигляд сильно різниться від початкового, зміненого класицистичними перебудовами першої половини XIX ст.[10]
- Костел Воздвиження Чесного Хреста, Берездівці (1771, репліка годовицького).
- Костел Непорочного зачаття Діви Марії в Лопатині (бл. 1766,[4] чи 1772, репліка годовицького).
- Парафіяльний костел у Коломиї (1759–1775, нині на вулиці Мазепи, 93). Збережений донині в майже невпізнаваному вигляді після нищення та перебудов для господарських потреб у радянський час. За об'ємно-просторовим вирішенням майже ідентичний із храмами Меретина в Годовиці та Берездівцях. Зберігся багатий іконографічний матеріал.[11]
- Костел у Буську (1780).
- Костел Внебовзяття Пресвятої Діви Марії, Винники (за припущеннями Пйотра Красного; певні елементи храму нагадують «чеське бароко» Кристофа та Кіліяна Іґнаца Дінценгоферів[12])
- Схема фасаду костелу Преображення Господнього в Тарногруді (нині Польща, 1751–1771) близька композиційно до схеми винниківського костелу[12].

### Житлові та громадські споруди
- Перебудова після пожежі в 1745 році палацу міського райці і доктора медицини Карла Ґарані. Нині будинок відомий як Палац Бесядецьких на пл. Галицькій, 10 у Львові.
- Від 1746 року будує у Львові палац соколівського старости Александра Бекерського. Початково, від 1742 року будовою займався львівський цеховий будівничий Шимон Кустош. Палац розташовувався біля львівського монастиря капуцинів, що на нинішній вулиці Короленка.
- Перебудова палацу черського каштеляна Казімежа Рудзінського у Львові.
- Перебудова кількох кам'яниць на львівському Ринку: Сапіжинської (№ 10), Землянської (№ 33), тильної сторони кам'яниці Алембеківської (№ 13). Ці факти висвітлено в позові мулярського цеху до міського суду 1744 року.
- Збереглися контракти на будівництво Меретином кількох кахлевих печей у магнатських резиденціях у Львові.
- Бучацька ратуша з баштою заввишки 35 м (1751, або 1743—1758).
- Палац М. Жевуського в Роздолі, званий «Франкополь»[13].
- Фасад кам'яниці № 8 на площі Ринок у Львові (1754, власність вінницького старости Людвіка Каліновського[4]).
- Роботи в кам'яницях «Францвенігівській» № 30, Зухоровичівській № 40, Роттендорфівській № 43 на Площі Ринок у Львові[4].
- Роботи для єпископа РКЦ Самуеля Ґловінського в маєтку у Винниках[12], (знищений під час І-ї світової війни)[джерело?]

### Придорожні статуї
- Статуя святого Яна Непомука
- Статуя Пречистої Діви Марії, обидві — Бучач.[14][4]

### Почерк Меретина
- Костел Благовіщення, Більшівці.[15]

### Приписувані роботи
За архівними даними, у 1744—1745 роках «пан Бернард» провадив роботи з барокізації каплиці Вишневецьких (колишньої каплиці Бучацьких) у Львівській латинській катедрі (заміна долівки, перемурування крипт, виконання п'єдесталу під хрест, що вінчає купол).

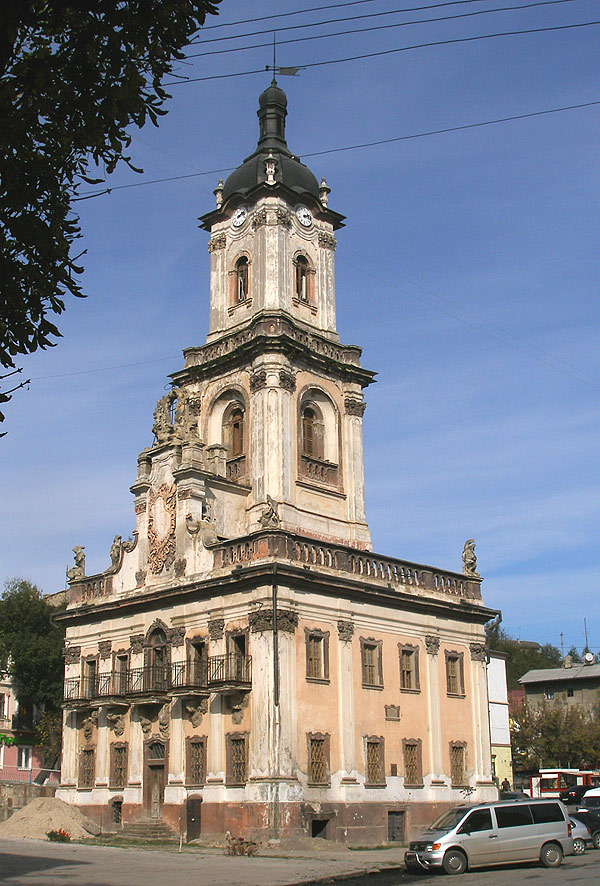
Бучацька ратуша
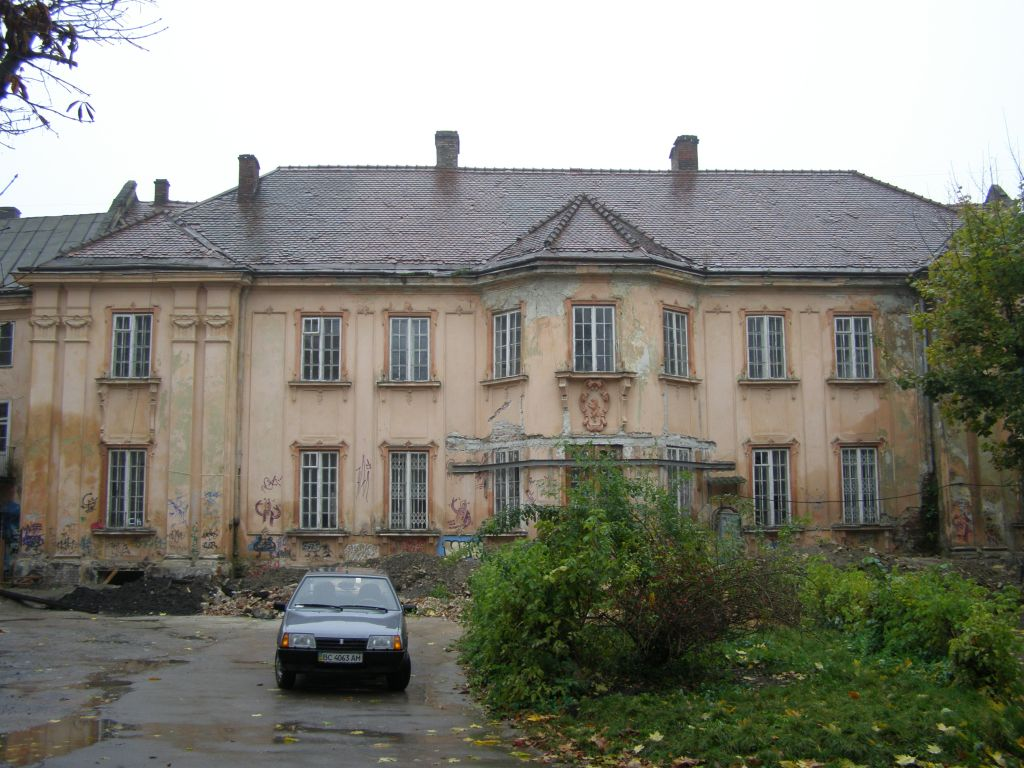
Палац Бесядецьких у Львові
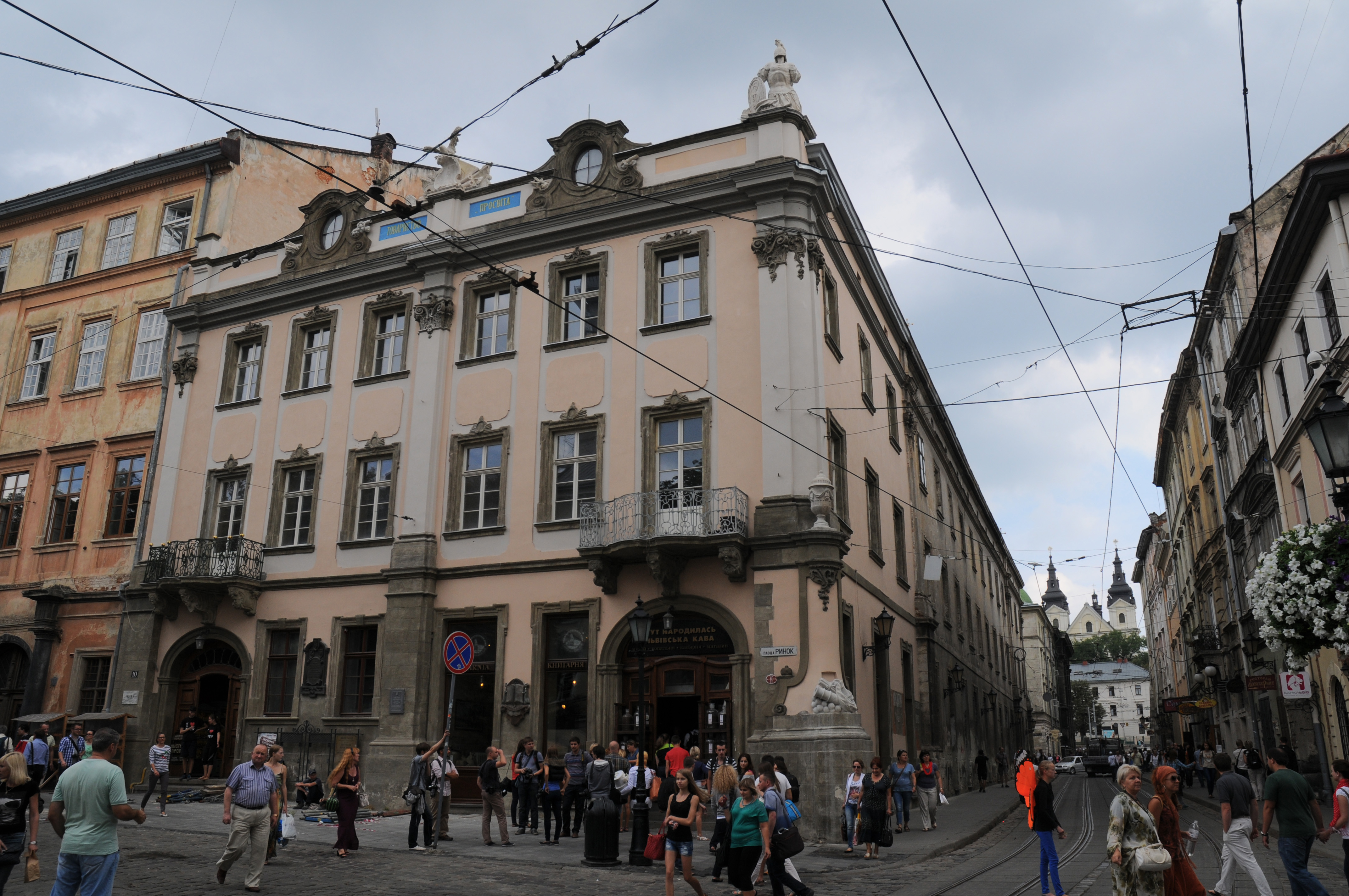
Палац Любомирських, Львів, Площа Ринок, 10
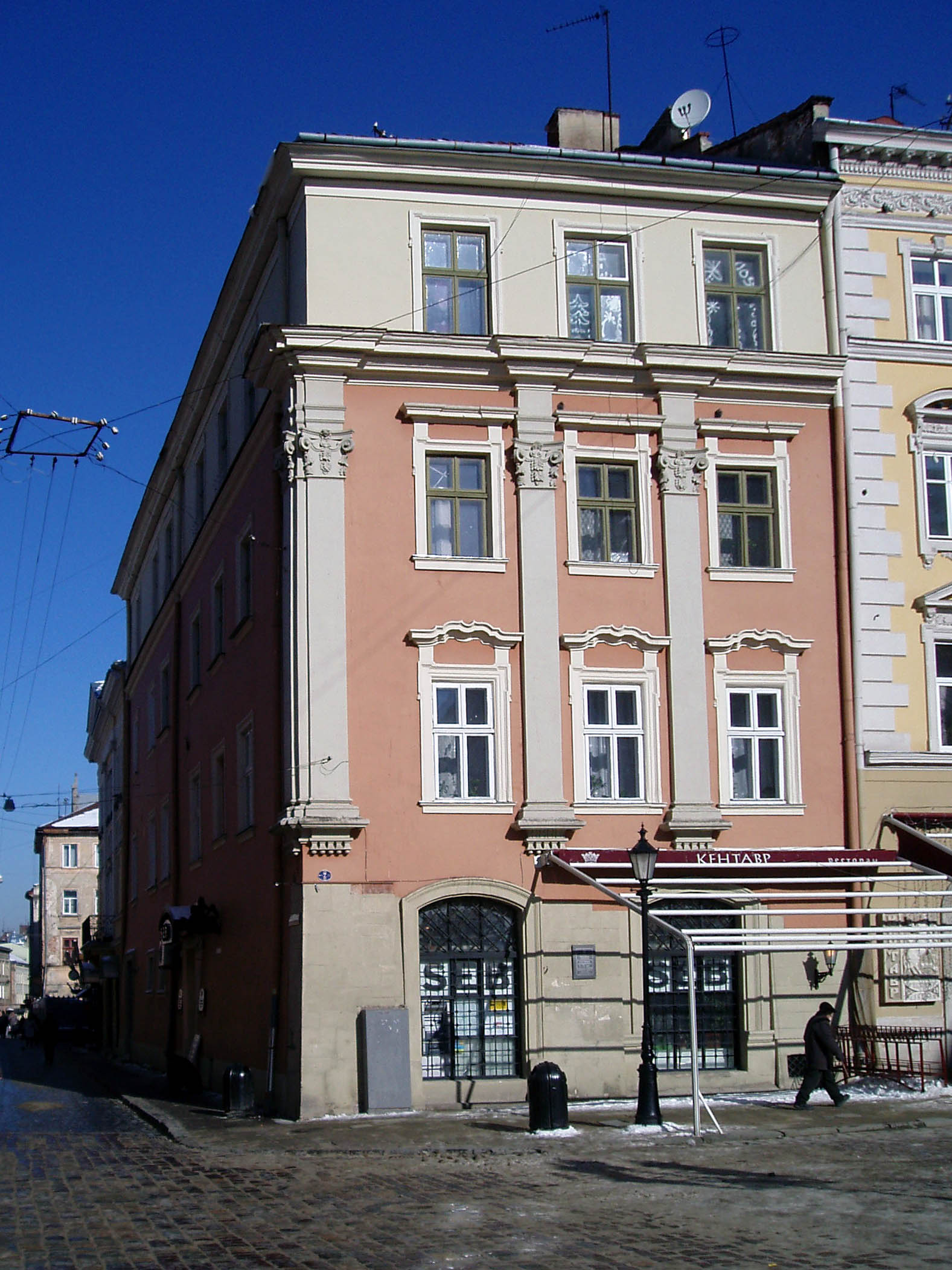
Кам'яниця Кільяніщинська, Львів, Площа Ринок, 33
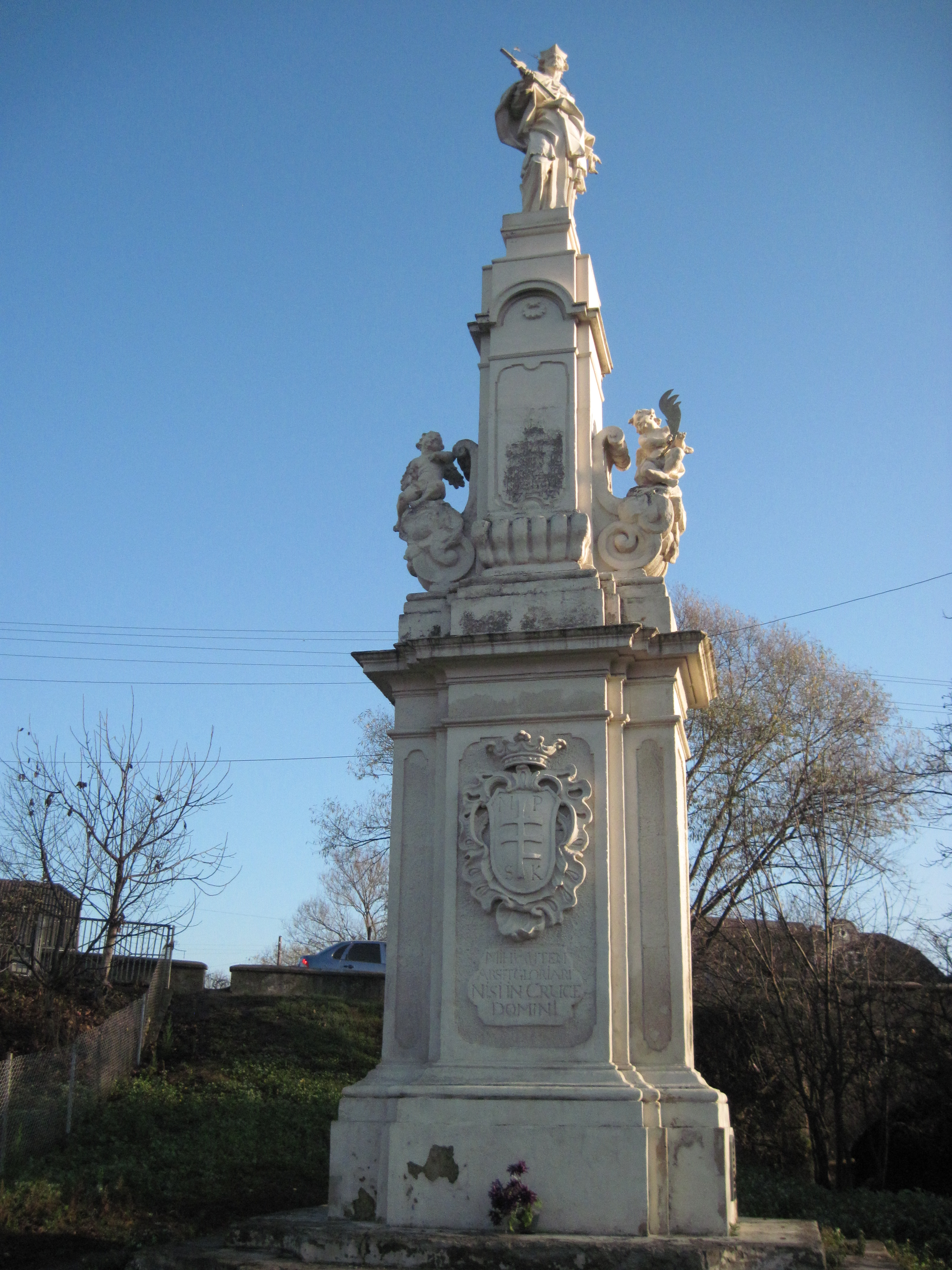
Святий Ян Непомук, Бучач
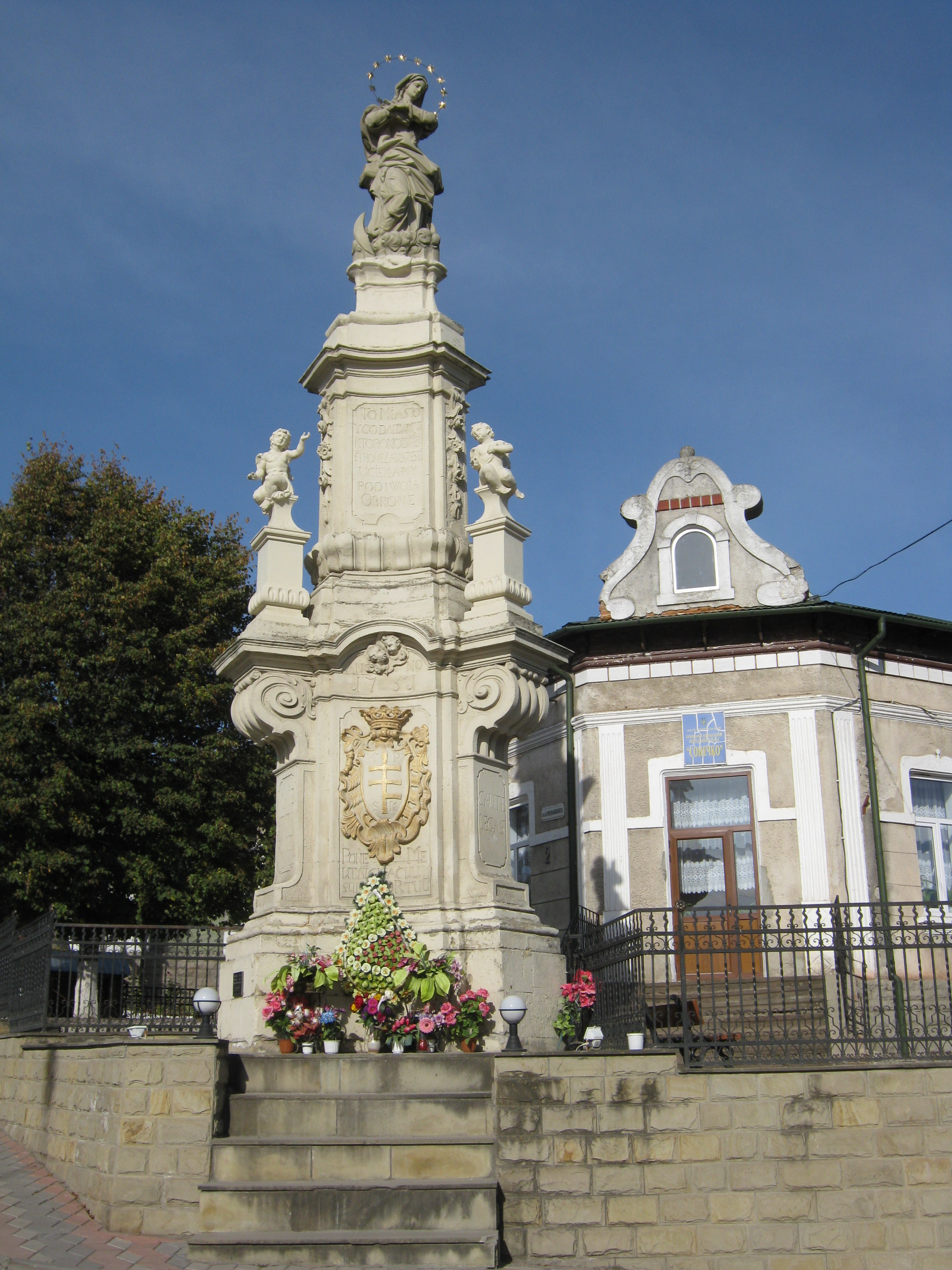
Статуя Пречистої Діви Марії, Бучач
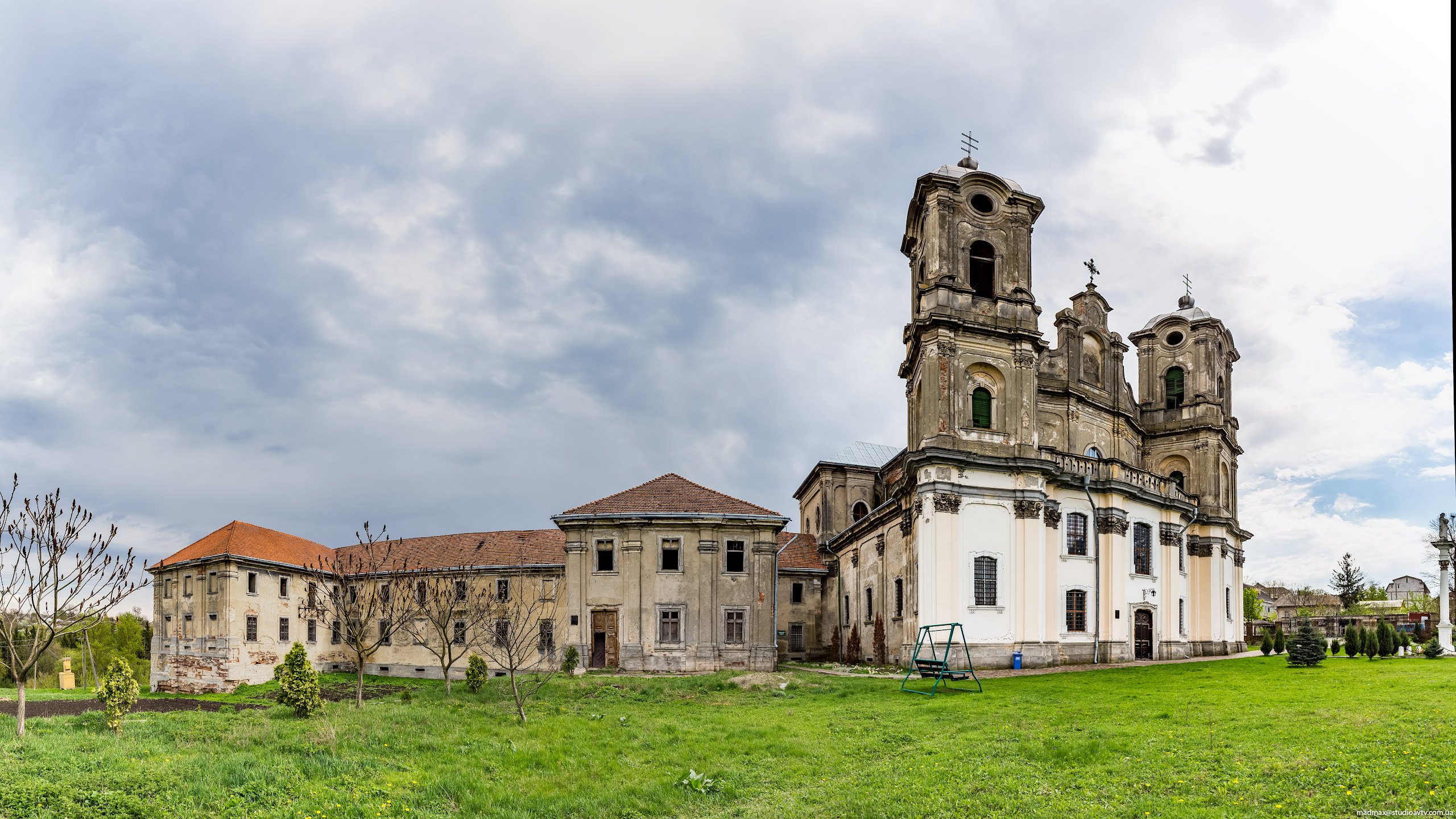
Костел Непорочного Зачаття в м. Городенка